# Oncideres nivea
Oncideres nivea là một loài bọ cánh cứng trong họ Cerambycidae.